# 趙起 (北斉)
趙 起（ちょう き、生没年不詳）は、中国の北魏末から北斉にかけての軍人・官僚。字は興洛。本貫は広平郡。

## 経歴
幽州録事参軍の趙達の子として生まれた。普泰元年（531年）、高歓が起兵して段栄が定州刺史となると、趙起は段栄の下で典籤となり、奉車都尉に任ぜられた。東魏の天平年間、相府騎曹となり、中散大夫の位を加えられた。高澄が高歓の後を嗣ぐと、趙起は建州刺史として出向し、侍中に累進した。高歓の代から相府騎兵二局をつとめ、十数年にわたって相府の兵馬を監督した。北斉の建国後、宮廷で九卿や侍中の位にあったが、本官のまま軍事の監督権を手放さず、文宣帝の腹心としては二張に次ぐ地位にあった。西兗州刺史として出向し、弾劾を受けて蟄居させられた。証拠がなかったため、1年あまりして放免された。河清2年（563年）、晋陽に召された。河清3年（564年）、祠部尚書・開府儀同三司の位を加えられた。天統元年（565年）、太常卿に転じ、琅邪郡を食邑とした。天統2年（566年）、滄州刺史に任ぜられ、都督六州諸軍事を加えられた。武平年間、在官のまま死去した。

## 伝記資料
- 『北斉書』巻25 列伝第17
- 『北史』巻55 列伝第43